# ムーンシャイン (バート・ヤンシュのアルバム)
『ムーンシャイン』（Moonshine）は、スコットランドのフォーク・ミュージシャン、バート・ヤンシュが1973年に発表した8作目のスタジオ・アルバム。

## 解説
ペンタングル在籍時にレコーディングされたが、リリースはペンタングル脱退後となった。「愛は面影の中に」はイワン・マッコールが1957年に作った曲のカヴァーで、ヤンシュは1966年のアルバム『自画像』において、この曲をインストゥルメンタルとして取り上げたが、本作ではメリー・ホプキン（メリー・ヴィスコンティ）とのデュエット・ボーカルをフィーチャーしている。
ロニー・D・ランクフォード・ジュニアはオールミュージックにおいて5点満点中4点を付け「当時は殆ど注目を浴びなかったが、『リフレクション』等の後期ペンタングルの作品よりもずっと優れている」「特徴的なフォークロック・サウンドを作り上げており、アレンジは彼の過去のソロ・ワークと比べて充実し、ペンタングルの作品よりも多様である」と評している。
「アース・レコーディング」は2015年、本作の再発CDに加えて、ピクチャー・ディスク仕様の限定盤アナログLPも発売した。

## 収録曲
特記なき楽曲は、トラディショナル・ソングをバート・ヤンシュがアレンジしたもの。
1. ヤーロウ - "Yarrow" - 5:09
2. ブロート・ウィズ・ザ・レイン - "Brought with the Rain" - 2:55
3. 1月の男 - "The January Man" (Dave Goulder) - 3:31
4. ナイト・タイム・ブルース - "Night Time Blues" (Bert Jansch) - 7:14
5. ムーンシャイン - "Moonshine" (B. Jansch) - 4:56
6. 愛は面影の中に - "The First Time Ever I Saw Your Face" (Ewan MacColl) - 3:00
7. ランブルアウェイ - "Rambleaway" - 4:35
8. トゥー・コルビーズ - "Twa Corbies" - 3:00
9. オー・マイ・ファーザー - "Oh My Father" (B. Jansch) - 4:07

## 参加ミュージシャン
- バート・ヤンシュ - ボーカル、アコースティック・ギター
- メリー・ヴィスコンティ - ボーカル (on #6)
- ゲイリー・ボイル - エレクトリック・ギター (on #6, #7, #9)
- ダニー・トンプソン - ベース (on #2, #4, #5, #6, #7)
- トニー・ヴィスコンティ - アレンジ (on #1, #3, #5)、エレクトリックベース (on #1, #9)、チューブラーベル (on #5)、リコーダー (on #6)、シェイカー (#9)
- デイヴ・マタックス - ドラムス (on #1)
- ローリー・アラン - ドラムス (on #4, #7, #9)
- ダニー・リッチモンド - ドラムス (on #6)
- ラルフ・マクテル - ハーモニカ (on #2)
- Les Quatre Flute a Bec Consort - フルート (on #1)
- リチャード・アデニー - フルート (on #5)
- シア・キング - クラリネット (on #5)
- スカイラ・カンガ - ハープ (on #3)
- アリー・ベイン - フィドル (on #4, #6, #7)
- マリリン・サンソン - チェロ (on #5)